# Mina (1971)
Mina è il ventesimo album della cantante italiana Mina, pubblicato nel 1971 dalla PDU.

## Descrizione
La mancanza di materiale fotografico recente per la copertina dovuto alla maternità della cantante, che proprio a novembre darà alla luce la secondogenita Benedetta, fa optare per la scelta di una foto proveniente dal repertorio d'agenzia. Questa decisione, tanto originale quanto eccentrica, produce il primo disco dell'artista senza una sua immagine in copertina, noto al pubblico come "l'album della scimmia".
L'edizione spagnola, pubblicata nel 1972 (Odeon J 062-93.423), ha in copertina una fotografia dell'artista tratta da immagini di repertorio.
Nonostante il periodo di vacanza mediatica dovuta alla gravidanza, Mina a inizio anno gira l'ultima serie di videoclip per i Caroselli Barilla, poi programmati nel corso dello stesso 1971.
L'album, secondo lavoro discografico eponimo dopo Mina del 1964, segna simbolicamente il passaggio di consegne fra Augusto Martelli e Pino Presti (agli esordi come arrangiatore-direttore d'orchestra), e si distingue per classicità ed eleganza dei brani contenuti, capaci di generare un'atmosfera sofisticata particolarmente omogenea.
Il tecnico del suono è Nuccio Rinaldis.
Distribuito inizialmente anche su cartuccia Stereo8 (P8A 30026) e musicassetta mono (PMA 537), è stato poi stampato su CD (CDP 7902732) e rimasterizzato a cura della EMI sullo stesso supporto (5362772) nel 2001.

## Successo e classifiche
Tra gli album di maggior successo dell'artista, contiene due hit di livello assoluto: Grande, grande, grande e Amor mio, grazie a cui il disco conquista per 6 volte il primo posto e rimane nella classifica dei 33 giri per ben 29 settimane, risultando il più venduto nel 1972.

### Classifiche settimanali
| Classifica (1972) | Posizione massima |
| ----------------- | ----------------- |
| Italia            | 1                 |

### Classifiche di fine anno
| Classifica (1972) | Posizione |
| ----------------- | --------- |
| Italia            | 1         |

## I brani
- E penso a te
Composta da Lucio Battisti per Bruno Lauzi. Oltre che da Mina e dallo stesso autore, verrà incisa anche da Iva Zanicchi, Johnny Dorelli, Ornella Vanoni, Raffaella Carrà e, in tempi più recenti, anche da Raf.

Di Mina sono conosciute, tutte pubblicate nel 1972:
- la versione live Dalla Bussola
- un medley in duetto con Lucio Battisti nella trasmissione televisiva Teatro 10, raccolto sul CD Signori... Mina! vol. 1 del 1993
- l'edizione in spagnolo Yo pienso en ti, nell'album per il solo mercato estero Amor mio (Mina canta en Español), poi inserita nel CD Yo soy Mina del 2011.

- Le farfalle nella notte
Brano inserito nella colonna sonora del film di Alberto Lattuada Venga a prendere il caffè... da noi (1970) con Ugo Tognazzi.
- Non ho parlato mai
Canzone con le collaborazioni di Paolo Limiti per il testo e del Maestro Mario Robbiani, che sull'album interviene anche con diversi arrangiamenti, cui si deve la splendida musica. Pezzo scelto come lato B del conosciutissimo singolo Grande, grande, grande, è raramente presente sulle raccolte.
- Sentimentale
Firmata anche da Lucio Dalla (musica), non va confusa con la canzone di egual titolo presentata da Mina nel 1960. Questo è un nuovo brano frutto di un'idea di collaborazione presumibilmente nata nel dicembre 1970 sul set dello show televisivo Il Jolly, durante una puntata a cui due artisti avevano partecipato insieme come ospiti.[8]
- Alfie
Presente nella colonna sonora del film omonimo diretto da Lewis Gilbert nel 1966, è stata in quell'anno un successo per Cher negli USA e Cilla Black nel Regno Unito, e in seguito oggetto di cover da parte di numerosi artisti. La versione di Mina, praticamente reperibile solo su questo album, non è mai stata pubblicata su singolo e generalmente non viene inclusa nelle raccolte.
- Grande, grande, grande
Pubblicato successivamente a furor di popolo sul secondo singolo estratto dall'album, diventerà uno dei più clamorosi successi della cantante.
- Al cuore non comandi mai
Versione italiana (tradotta da Herbert Pagani) di Plus fort que nous. Una versione strumentale del brano originale di Francis Lai (per la colonna sonora del film di Claude Lelouch Un uomo, una donna, 1966), eseguita da Bob Mitchell con Mina che vocalizza tutta la parte melodica della canzone, costituisce la traccia aggiuntiva della raccolta Notre étoile (1999) e proviene da un singolo del 1966 dello stesso Martelli.[9]
- Something
Celebre e delicato brano di George Harrison per i Beatles, ripresa da vari interpreti tra cui Shirley Bassey e Patty Pravo. Mina stessa la reinciderà ancora nel 1993 per il suo album tributo al gruppo di Liverpool.

Chiudono il disco Vacanze e Mi fai sentire così strana, due canzoni di firme prestigiose ed eccellenti nel panorama della canzone italiana, rispettivamente C.A. Rossi-Bindi e Lauzi-Del Turco.

## Tracce
Lato A
1. E penso a te – 3:40 (testo: Mogol – musica: Lucio Battisti; edizioni musicali Acqua Azzurra)
2. Capirò (I'll Be Home) – 2:55 (testo: Franca Evangelisti – musica: Randy Newman; edizioni musicali RCA/PDU)
3. Le farfalle nella notte – 4:09 (testo: Luciano Beretta – musica: Rossella Conz, Pino Massara; edizioni musicali PDU/Bla Bla)
4. Non ho parlato mai – 3:23 (testo: Paolo Limiti – musica: Mario Robbiani; edizioni musicali PDU)
5. Sentimentale – 4:38 (testo: Sergio Bardotti-Gianfranco Baldazzi – musica: Lucio Dalla; edizioni musicali RCA)
6. Alfie – 3:40 (testo: Hal David – musica: Burt Bacharach; edizioni musicali Fama)

Lato B
1. Grande, grande, grande – 3:57 (testo: Alberto Testa – musica: Tony Renis; edizioni musicali ItalCarisch/PDU)
2. Amor mio – 4:46 (testo: Mogol – musica: Lucio Battisti; edizioni musicali Acqua Azzurra/PDU)
3. Al cuore non comandi mai (Plus fort que nous) – 3:53 (testo: Herbert Pagani – musica: Francis Lai; edizioni musicali Southern)
4. Something – 3:05 (George Harrison; edizioni musicali Mario Aromando)
5. Vacanze – 3:14 (testo: Carlo Rossi – musica: Umberto Bindi; edizioni musicali RCA)
6. Mi fai sentire così strana – 3:30 (testo: Bruno Lauzi – musica: Riccardo Del Turco; edizioni musicali Sugar/PDU)

## Arrangiamenti e direzioni orchestrali
- Augusto Martelli: Le farfalle nella notte, Sentimentale
- Pino Presti: E penso a te, Grande, grande, grande
- Gian Piero Reverberi: Capirò, Amor mio, Mi fai sentire così strana
- Mario Robbiani gli altri brani

Tecnico del suono: Nuccio Rinaldis